# Yélamos de Arriba
Yélamos de Arriba és un municipi de la província de Guadalajara, a la comunitat autònoma de Castella-La Manxa.